# Gare de Baziège
Gare de Baziège vasútállomás Franciaországban, Baziège településen.

## Vasútvonalak
Az állomást az alábbi vasútvonalak érintik:
- Bordeaux–Sète-vasútvonal

## Kapcsolódó állomások
A vasútállomáshoz az alábbi állomások vannak a legközelebb:
- Gare de Villenouvelle (Gare de Sète, Bordeaux–Sète-vasútvonal)
- Gare de Montlaur (Gare de Bordeaux-Saint-Jean, Bordeaux–Sète-vasútvonal)